# Bazylika Niepokalanego Serca Maryi w Rzymie
Bazylika Niepokalanego Serca Maryi w Rzymie (wł. Basilica del Sacro Cuore Immacolato di Maria) – rzymskokatolicki kościół tytularny w Rzymie. 
Świątynia ta jest kościołem parafialnym oraz kościołem tytularnym, mającym również rangę bazyliki mniejszej.

## Lokalizacja
Bazylika znajduje się w III dzielnicy Rzymu – Pinciano (Q III) przy Via del Sacro Cuore di Maria 5. Główne wejście znajduje się od Piazza Euclide

## Historia
Pierwotnie planowano budowę kościoła w stylu neoklasycystycznym ze strzelistą kopułą według projektu Armando Brasiniego. Projekt kopuły był inspirowany Panteonem, miała mieć ona 52 metry średnicy, 97 metrów wysokości i pokrywać nawę wraz z łącznie czternastoma kaplicami i ołtarzami bocznymi. Kamień węgielny pod budowę został położony 1 czerwca 1924 roku. Projekt został objęty opieką klaretynów. Fundusze zostały obiecane przez społeczności włoskie mieszkające w Kanadzie, ale kłopoty finansowe związane z projektem rozpoczęły się, gdy kraj ten został poważnie dotknięty Wielkim Kryzysem po 1929 roku. Co gorsza, właściwe badania geologiczne obszaru budowy przeprowadzono dopiero w 1927 roku i wykazały one, że podłoże nie jest odpowiednie do wspierania tak ogromnego budynku bez wykonania kosztownego wzmocnienia. Brasini został zmuszony do zmniejszenia kopuły, która w nowej wersji planu miała mieć 85 metrów wysokości. Zmieniony projekt został opublikowany w 1931 roku, a prace rozpoczęły się w 1932 roku. Kryptę ukończono w 1934 roku. Pozwoliło to na powołanie parafii w 1936 roku. W tym samym roku realizacja projektu została zawieszona. Kaplica w krypcie została poświęcona i była używana jako kościół parafialny.
Prace wznowiono w kwietniu 1939 roku, były one kontynuowane przez 14 miesięcy. Ukończono wówczas monumentalne wejście. Wykonawca porzucił budowę po sporach z parafią. Kolejną próbę ukończenia budowy podjęto w 1948 roku. Brasini ponownie zrewidował plany, po raz drugi zmniejszając rozmiar kopuły. W związku z niedostatecznymi funduszami uproszczony został również projekt górnej części nawy. Ukończona część bębna, została pokryta płaskim dachem z płytką ośmiokątną kopułą w 1951 roku. Brasini kontynuował dekorowanie wnętrz do 1955 roku, kiedy to prace zostały ponownie przerwane. Następnie zdecydowano, że ze względu na rozbudowę przedmieść i związaną z tym potrzebą budowy kolejnych nowych kościołów, nie będzie funduszy na rozbudowę kopuły. W efekcie stwierdzono, że kościół zostaje uznany za kompletny. Kościół konsekrowano 1 maja 1959 roku.
W dniu 23 maja 1959 roku kościół otrzymał godność bazyliki mniejszej od papieża Jana XXIII.

## Architektura i sztuka

Fasada bazyliki

W związku ze zmianami w trakcie budowy plan kościoła jest dość złożony. Podstawową jednostką jest krzyż grecki, z kopułą w środku, umieszczoną w kręgu mniejszej wysokości (koło to związane jest z ogromną kopułą z planów sporządzonych w 1923 roku). Punkty środkowe fasad na końcach krzyża dotykają obwodu koła. Nawa, będąca jednym z ramion krzyża, została wydłużona w kierunku wejścia (chociaż wydłużenie to jest niższe), tak że krzyż z greckiego został przekształcony na łaciński. Dodatkowo pomiędzy ramionami krzyża, po zewnętrznej stronie obwodu koła, znajdują się cztery boczne kaplice na planie ośmiokąta z małymi kopułami na płaskich dachach. Na końcu jednego z ramion krzyża znajduje się pięcioboczna apsyda.
Wejście prowadzi przez doryckie propyleje z białego trawertynu z wygiętym trójkątnym frontonem. Wgłębiona część frontonu opatrzona jest dedykacyjnym napisem i herbem papieskim. Druga kondygnacja kościoła jest z czerwonej cegły.
W ołtarzu głównym znajduje się mozaika Matki Bożej ukazującej Jej Niepokalane Serce. Po bokach stoją dwie figury aniołów.

## Kardynałowie prezbiterzy
Bazylika Niepokalanego Serca Maryi jest jednym z kościołów tytularnych nadawanych kardynałom-prezbiterom (Titulus Sacri Cordis Baetae Mariae Virginis ad Forum Euclidis). Tytuł ten został ustanowiony 5 lutego 1965 roku przez papieża Pawła VI.
- Ángel Herrera Oria (1965–1968)
- Arcadio María Larraona CMF (1969–1973)
- Lawrence Picachy SI (1976–1992)
- Julius Darmaatmadja SI (od 1994)